# Oxyrrhepes obtusa
Oxyrrhepes obtusa är en insektsart som först beskrevs av Wilhem de Haan 1842.  Oxyrrhepes obtusa ingår i släktet Oxyrrhepes och familjen gräshoppor. Inga underarter finns listade i Catalogue of Life.